# Otis (Jay-Z e Kanye West)
Otis è un brano musicale di Jay-Z & Kanye West, pubblicato come primo singolo estratto dall'album Watch the Throne. L'esistenza della canzone, insieme a diversi altri brani dell'album, è stata confermata nel corso di una listening session condotta da Jay-Z il 7 luglio. È stato anche confermato il campionamento della cover di Otis Redding di Try a Little Tenderness. Il 19 luglio è stata confermata su Twitter la scelta di Otis come primo singolo. Il giorno dopo, Otis è stato premiato dalla radio Funkmaster Flex 's Hot 97 e poi distribuito su Internet.
La copertina di Otis è stata disegnata dallo stilista italiano Riccardo Tisci. Dopo la pubblicazione la canzone è stata ben accolta dalla critica ricevendo molti passaggi radiofonici.
Inoltre il brano è stato remixato da molti cantanti, come Dumpology, Papoose, Jadakiss con Styles P, e Game.
Il 22 luglio, la canzone è stata resa disponibile sull'iTunes Store e il 31 luglio, la canzone ha debuttato al numero 47 ed è arrivata al numero 12 la settimana successiva sulla Billboard Hot 100.

## Tracce
Promo - CD-Single Roc-A-Fella - (UMG)
1. Otis (Clean) - 3:01
2. Otis (Explicit) - 3:01

## Classifiche
| Classifica (2011)     | Posizione più alta |
| --------------------- | ------------------ |
| Australia             | 16                 |
| Canada                | 37                 |
| Paesi Bassi           | 99                 |
| Francia               | 69                 |
| Corea del Sud         | 33                 |
| Scozia                | 28                 |
| Svizzera              | 61                 |
| Regno Unito           | 28                 |
| US Billboard Hot 100. | 12                 |